# Etten (Paesi Bassi)
Etten è un villaggio dei Paesi Bassi sito nella provincia della Gheldria. Fa parte della municipalità di Oude IJsselstreek, 7 km a sud-est di Doetinchem.
Etten fu comune fino al 1818, quando venne unito a Gendringen.